# Docent
Een docent(e) is iemand die kennis en vaardigheden overdraagt aan leerlingen of cursisten van een onderwijsinstelling of een andere instantie, bijvoorbeeld op het gebied van sport of cultuur. Het woord docent is afgeleid van het Latijnse doceren, dat ‘onderwijzen’ betekent. De term wordt vooral in het hoger onderwijs gebruikt, zeker in Vlaanderen. In Nederland beschouwt men leraar/lerares en docent(e) doorgaans als synoniemen. 

## Hoger onderwijs
Voor docenten in het hoger onderwijs bestaan verschillende rangen. De terminologie hiervan is in Vlaanderen en Nederland verschillend. 
De aanduidingen docent en hoofddocent worden in Vlaanderen gebruikt voor gepromoveerde medewerkers aan universiteiten (medewerkers met een doctoraat) die onderwijs, onderzoek en dienstverlenende taken verrichten. De hogere rangen zijn die van "hoogleraar" en "gewoon hoogleraar". De titel "buitengewoon hoogleraar" wordt gebruikt voor een deeltijdse aanstelling. In Vlaanderen wordt de titel "Professor" gebruikt zodra er een vaste benoeming is aan een universitaire instelling, dus vanaf "docent". 
In Nederland heten onderwijsgevers aan univesrsiteiten afhankelijk van taakomschrijving en rang docent, universitair docent en universitair hoofddocent. Alleen hoogleraren mogen er de titel "professor" voeren. Instellingen voor hoger beroepsonderwijs in Nederland kennen eveneens de rangen docent en hoofddocent.

## Basisonderwijs en voortgezet/secundair onderwijs
Onderwijsgevers in het basisonderwijs, in het secundair onderwijs en in het voortgezet onderwijs, worden doorgaans leraar (secundair onderwijs) of onderwijzer (lager onderwijs) genoemd. Daarnaast geven in het basisonderwijs en voortgezet/secundair onderwijs zogenaamde bijzondere leermeesters, praktijkdocenten of vakleerkrachten les in vakken als muziek, techniek, lichamelijke opvoeding, godsdienst of levensbeschouwing.

## Overig
Buiten het reguliere onderwijs, zoals bij muziek-, dans- of sportcursussen, gebruikt men in Nederland ook wel de term docent of leraar, zoals sportleraar of muziekdocent. In sommige religies kent men eveneens leraren. Zo is binnen het katholicisme de bisschop als herder en bestuurder van zijn bisdom de eerste leraar. Binnen het jodendom is een rabbijn leraar, binnen de islam is dat een moellah of mollah.
Leermeester is de term die gebruikt wordt voor een persoon die zijn/haar kennis of vaardigheden overdraagt aan anderen; dat kan een docent, maar ook  bijvoorbeeld een ouder zijn. 